# Leelah Alcorn
Leelah Alcorn (Kings Mills, 15 novembre 1997 – Lebanon, 28 dicembre 2014) è stata una ragazza transgender statunitense, il cui suicidio ha attirato l'attenzione internazionale.
Mediante una lettera d'addio inviata sul suo blog su Tumblr, ha descritto le norme sociali che colpiscono le persone transgender e ha espresso la speranza che la sua morte avrebbe potuto creare un dialogo sulla discriminazione, l'abuso e la mancanza di sostegno di cui essi sono oggetto.

## Biografia
Leelah Alcorn nacque nel 1997 con il nome di Joshua Ryan; ha poi respinto questo nome, e nella sua nota di suicidio si firma "(Leelah) Josh Alcorn". Con altri tre fratelli, come lei stessa ha avuto l'occasione di affermare, crebbe in un ambiente cristiano molto rigoroso. La famiglia apparteneva alla Chiesa di Cristo di Cincinnati e partecipava assiduamente alle funzioni; era stata inoltre descritta in un profilo di quella chiesa pubblicato in un articolo datato 2011 della rivista religiosa "The Christian Chronicle".
Leelah crebbe in una famiglia cristiana conservatrice nello stato dell'Ohio. All'età di 14 anni fece coming out come trans davanti ai suoi genitori, Carla e Doug Alcorn, che però rifiutarono di accettare la sua identità di genere; al compimento dei 16 anni, le negarono anche la possibilità di sottoporsi al trattamento di transizione (terapia di riassegnazione del sesso), destinandola invece al locale gruppo di terapia di conversione di matrice cristiana, con l'intento di convincerla a respingere la sua identità e di accettare il genere assegnatole alla nascita.
Dopo aver rivelato ai suoi compagni di classe la propria attrazione verso i maschi, i genitori la rimossero dalla scuola e le impedirono per cinque mesi l'accesso al proprio telefono cellulare, ai social media e a Internet. Nella sua lettera di suicidio, Leelah cita la solitudine, l'incomprensione, e la mancanza di speranza come le ragioni principali per la decisione di porre fine alla sua vita e indica i genitori come responsabili per aver generato in lei tali sentimenti. Alcorn si è suicidata gettandosi sotto un camion sull'Interstate 71, a pochi chilometri di distanza dalla propria abitazione.
Leelah aveva predisposto che la sua lettera di addio fosse pubblicata automaticamente online diverse ore dopo la sua morte. Ben presto il caso ha attirato l'attenzione internazionale. Anche gli attivisti per i diritti LGBT hanno immediatamente richiamato all'attenzione del grande pubblico il caso come prova dei gravi problemi che devono affrontare i transgender. Si sono tenute veglie in sua memoria sia negli Stati Uniti d'America, sia nel Regno Unito. Varie petizioni sono state presentate per chiedere l'istituzione di una "legge di Leelah", ossia il divieto della terapia di conversione negli Stati Uniti. I genitori della ragazza sono infine stati accusati della morte della figlia dall'attivista per i diritti LGBT Dan Savage, con la successiva comparsa di accuse, minacce e molestie online nei loro confronti; sono stati anche severamente criticati per transfobia nei riguardi di Leelah e per i commenti fatti ai media, nei quali hanno difeso le proprie azioni chiamando in causa la propria fede cristiana.
All'età di 14 anni, ho imparato cosa significasse essere transgender e ho pianto di felicità. Dopo 10 anni di confusione avevo finalmente capito chi fossi. L'ho immediatamente detto a mia madre, che però ha reagito in modo estremamente negativo, dicendomi che si trattava di una fase, che non sarei mai potuta diventare una vera ragazza, che Dio non fa errori, che io avevo torto. Se state leggendo questo messaggio, genitori, vi prego di non dire mai una cosa simile ai vostri figli. Anche se siete cristiani o contro le persone transgender, non dite mai a nessuno qualcosa di simile, in particolare ai vostri figli. Questo non farà altro che fargli odiare loro stessi. Questo è esattamente ciò che ha fatto a me.

## La morte
Prima della sua morte, avvenuta nella notte del 28 dicembre 2014, Leelah aveva programmato che il suo messaggio d'addio venisse pubblicato automaticamente sul suo account su Tumblr alle 17:30. Nella nota dichiarava l'intenzione di porre fine alla propria vita, commentando:
Secondo il ministro della Chiesa della famiglia, gli Alcorn decisero di tenere il funerale privato dopo aver ricevuto gravi minacce. Il corpo di Leelah venne cremato.

## La "Legge di Leelah"

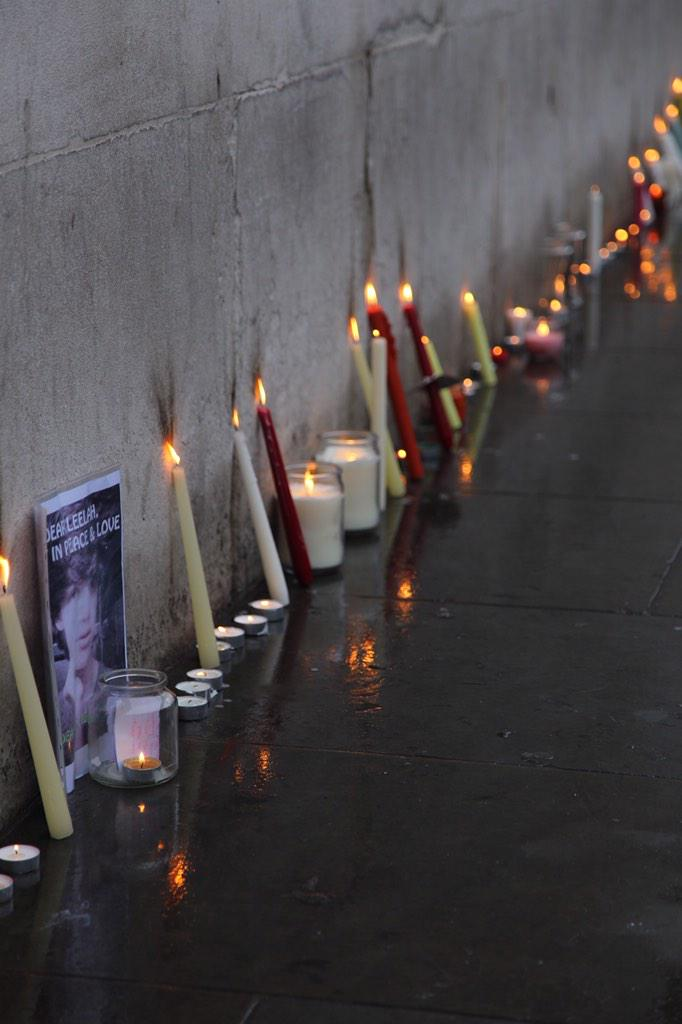
Candele per Leelah durante una veglia commemorativa svoltasi a Londra.

Un gruppo su Facebook chiamato "Giustizia per Leelah Alcorn" è stato ben presto istituito, mentre una petizione per "La legge di Leelah" (il divieto della terapia di conversione in tutto il territorio statunitense) è stata creata dal "Transgender Human Rights Institute" per aumentare la consapevolezza degli effetti psicologicamente nocivi di tali pratiche; entro il 24 gennaio ha avuto 330 009 firme, divenuta la petizione a più rapida crescita della Change.org nell'intero 2014.
Un secondo appello che chiedeva la promulgazione della "Legge di Leelah" è stato inviato al sistema di petizioni "We the People" in una sezione del sito presidenziale "WhiteHouse.gov" il 3 gennaio 2015, raccogliendo più di 100 000 firme fino al 30 gennaio. Sotto l'hashtag #RealLiveTransAdult su Twitter, molte persone trans hanno postato tweet incoraggianti per i loro compagni ed amici più giovani, mentre altri hashtags, come #ProtectTransKids, e "Rest in Power", diffusi anche su Twitter. Un'altra petizione di change.org è stata istituita chiedendo inoltre che fosse il nome scelto da Leelah quello che dovesse essere scritto sulla sua lapide, guadagnando anche questa più di 80 000 firme.
Il 6 gennaio, Adam Hoover del "Marriage Equality Ohio" ha osservato che, dal momento che la richiesta di avere il nome scelto da Alcorn sulla sua pietra tombale sembrava aver "una possibilità molto bassa" di successo, ci sarebbe stata una raccolta di fondi per la creazione di un memoriale permanente organizzato come una panca, un albero e una lapide commemorativa.